# Kronehit
Kronehit (Eigenschreibweise: kronehit) ist ein österreichischer privater Hörfunksender. Erstmals ging er am 28. Juni 2001 in Wien und Niederösterreich auf Sendung, seit 2004 ist er österreichweit zu empfangen. Der Sender gehört zum Verband der Mediaprint, zu der u. a. die Medien Kronen Zeitung und Kurier gehören. Das Programm bietet eine Mischung aus Electro, Popmusik und Dance, bedient mit Spezialsendungen unterschiedliche Musikgenres und ist sowohl über UKW als auch über Online-Digitalradiosender zu empfangen.
Der Sender befindet sich am Favoritner Gewerbering im zehnten Wiener Gemeindebezirk.

## Geschichte
Zur Zeit des Sendestarts als Krone Hit Radio war der Sender rechtlich gesehen kein Rundfunkveranstalter, sondern ein Mantelprogramm, das vom Inhaber der RpN-Lizenz (Donauwelle) veranstaltet und von zwölf anderen Rundfunkveranstaltern übernommen wurde. Da die Übernahme von moderiertem Programm nach damaligem Recht nur 60 Prozent der täglichen Sendezeit betragen durfte, mussten Teile des Radio-Programms unmoderiert gestaltet werden. Außerdem musste der Sender in jedem einzelnen lokalen Verbreitungsgebiet Lokalnachrichten, Wetter und Verkehr produzieren.
Am 14. April 2003 wurde das Krone Hit Radio in Kronehit umbenannt. Der Sender richtete sich nach dem Relaunch an ein jüngeres und vor allem eher weibliches Publikum. Neben einer kompletten Neuausrichtung von Musik, Moderation, Verpackung und Nachrichten setzte der Sender vor allem auf Promotionen, um das neue Image zu verankern.
Der Sender erhielt nach einer Novelle des Privatradiogesetzes am 8. Dezember 2004 als erster Anbieter eine bundesweite Privatradiozulassung und konnte in der Folge sein Sendernetz ausbauen sowie seine technische Reichweite steigern. Bis Anfang Jänner 2018 hat die KommAustria dem Sender ca. 140 UKW-Frequenzen in ganz Österreich zugeteilt. Neben dem Empfang über UKW hat Kronehit rund 25 digitale Radiosender, wobei sich diese aus 20 permanenten und 5 temporären Digitalradiosender zusammensetzen. Von 2008 bis 2010 war Kronehit via DVB-H und später via DVB-T2 empfangbar. 2024 hat Kronehit das Programmangebot über DAB+; die Digitalradiosender wie Eurodance X-Press und Super 80s erweitert.
Kronehit hat Verträge mit diversen österreichischen Diskotheken und überträgt zeitweise deren Tanzmusik live im Nachtprogramm von 22 bis 2 Uhr morgens. Es wurde einerseits österreichweit (bis 2007 aus dem Millennium in Krems), andererseits auch regional aus Diskotheken übertragen.
Im Juni 2015 erhielt der Sender den österreichischen Radiopreis in der Kategorie „Promotion“ für das „Facebook Experiment Reloaded“. Im Jahr 2017 erhielt Kronehit mit der App „Kronehit Smart“ den Futurezone Award für die „App des Jahres“, bereits ein Jahr zuvor für „Kronehit TV“ den österreichischen Radiopreis in der Kategorie „Innovation“. Siehe auch Kronehit Music-Night auf krone.tv.
In das Jahr 2019 startete Kronehit mit einem Relaunch des Corporate Designs und der Änderung auf kronehit – der gleiche Name, jedoch alles klein geschrieben. Im Mittelpunkt stehen ein neuer Schriftzug und eine verjüngte Krone, die zu Beginn 2019 mit dem Claim „krone auf – leben an“ präsentiert wurden. Mit dem Redesign verließ Kronehit auch die bestehenden Farbmuster in Gold und Schwarz zugunsten anderer Farbtöne.
Am 1. April 2021 kam es zum Wechsel in der Programmdirektion. Dani Linzer übernahm die Agenden von Rüdiger Landgraf. Dieser leitete fortan die Stabstelle „Strategie, Research und Digitale Entwicklungen“ und unterstützte damit die Geschäftsführung und Programmdirektorin. Nach dem Tod von Ernst Swoboda im August 2021 übernahm Mario Frühauf den Posten des Geschäftsführers, mit 1. Dezember 2021 wurde Philipp König zum zweiten Geschäftsführer bestellt.
Dani Linzer zeigt sich nun als DAB+ Programmdirektorin verantwortlich.
Von Dezember 2023 bis September 2024 war Georg Spatt als Programmdirektor. Seine Position übernimmt Rüdiger Landgraf.

## Ausgewählte Sendungen
- Der Kronehit Mach mich munter Morgen[8]: Montag bis Freitag 5.00 Uhr bis 09.00 Uhr
- Total versext[9]: Thema: Sex
- Kronehit Our House[10]: jeden Freitag neu auf Kronehit.at
- Kronehit Smart Charts: Jeden Samstag von 16.00 bis 18.00 Uhr
- Kronehit Clubland[11]: Jeden Freitag | oder live aus Diskotheken
- Big City Beats[12]: DJ-Mixe internationaler Star-DJs
- Absolut Anita – Girlietalk deluxe[13]: Aktuell als Podcast verfügbar - mit Anita Ableidinger
- Kronehit Club[14]: Clubhits Samstag von 19:00 bis 22:00 Uhr

## Reichweite
Kronehit ist das meistgehörte Privatradio Österreichs.

## Moderatoren
- Meinrad Knapp (Kronehit Mach mich munter Morgen: Montag – Freitag, 5 bis 9 Uhr)[16]
- Anita Ableidinger (Kronehit Mach mich munter Morgen: Montag – Freitag, 5 bis 9 Uhr / Absolut Anita – Girlietalk Deluxe: Sonntag 22 bis 0 Uhr / Aktuell in Karenz)[17]
- Lukas „Captain Luke“ Traxler (Verkehrssprecher im Kronehit Mach mich munter Morgen: 5 bis 12 Uhr)[18]
- Matthias Daniel (Kronehit Drive-Time, 14.00 Uhr bis 18.00 Uhr / Kronehit Our House: jeden Freitag neu)[19]
- Ottavio Nuccio (Kronehit-Moderator)[20]
- Christian Mederitsch (Kronehit-Moderator / Kronehit Charts)[21]
- Isabella Gräven (Kronehit-Moderatorin)[22]
- Nicole Hammer (Kronehit-Moderatorin)[23]
- Sandra Spick (Kronehit-Moderatorin / Total Versext)[24]
- Jenny Kogler (Kronehit-Moderatorin)[25]
- Anton Kotov (Kronehit-Moderator)[26]
- Katie Weleba (Kronehit-Moderatorin)[27]
- Jasmin Eder (Kronehit-Moderatorin)[28]
- Alfred Hahn (Kronehit-Moderator)[29]
- Jeremy Fernandes (Kronehit-Moderator)[30]
- Jakob Glanzner (Kronehit-Moderator)[31]
- Marlen Birner (Kronehit Moderatorin: Mach mich munter Morgen: Montag – Freitag, 5 bis 9 Uhr)
- Denise Padelek (Kronehit-Moderatorin)
- Theo Kämmerer (Kronehit-Moderator)
- Isabel Kolb (Kronehit-Moderatorin)
- Juliana Frey (Kronehit-Nachrichtensprecherin)
- Melanie Tüchler (Kronehit-Nachrichtensprecherin)
- Felix Jäger (Kronehit-Nachrichtensprecher)
- Clemens Draxler (Kronehit-Nachrichtensprecher)
- Tamara Hendrich (Kronehit-Nachrichtensprecherin)
- Eva Cilensek (Kronehit-Nachrichtensprecherin)
- Driss Schmid (Kronehit-Nachrichtensprecher)

## Podcasts
- Meinrad und Anita Backstage[32]
- Captain Lukes Sportcast[33]:Hauptthema Fußball, besonders SK Rapid Wien, aber auch anderen Sportarten
- Wie gibt’s das?
- Schätzl am Steuer
- Ziemlich gut veranlagt
- Stars & Stories[34] Stars, News & Challenges
- Kronehit Newsbeat[35]
- Absolut Anita[36]
- Dunkle Spuren
- Krone Verbrechen
- Nachspielzeit
- Smart Charts in 60 Sekunden[37]
- US-Charts in 60 Sekunden[38]
- Total Versext[39]
- Die ungooglebare Frage[40]
- Schlacht der Geschlechter[41]
- Meinrad Beinhart[42]
- Die Kronehit Studiostunde[43]
- Wienerin Podcast
- Fresh Update

## Empfang
Die wichtigsten UKW-Frequenzen:
- Wien: 105,80 MHz
- Niederösterreich: 105,30 MHz – 105,80 MHz – 102,90 MHz
- Burgenland: 104,10 MHz – 105,80 MHz
- Kärnten: 103,70 MHz – 101,90 MHz – 101,60 MHz – 107,60 MHz
- Steiermark: 107,50 MHz – 105,60 MHz – 103,20 MHz
- Oberösterreich: 92,60 MHz – 104,90 MHz – 96,20 MHz – 88,40 MHz
- Salzburg: 104,20 MHz – 104,30 MHz – 103,10 MHz – 105,90 MHz – 107,90 MHz
- Tirol: 106,50 MHz – 105,10 MHz – 107,40 MHz – 102,00 MHz – 107,60 MHz
- Vorarlberg: 91,50 MHz – 104,70 MHz – 90,20 MHz – 100,40 MHz